# Schmiedebach (Lehesten)
Schmiedebach ist ein Ortsteil der Stadt Lehesten im Landkreis Saalfeld-Rudolstadt in Thüringen.

## Lage
Schmiedebach liegt im Thüringer Schiefergebirge auf einem sehr hängigen mit Terrassen versehenen Plateau. Die Landesstraße 2376 verbindet den Ortsteil mit den Ortschaften Richtung Probstzella zur Bundesstraße 85 in das Landesinnere. Teile der Gemarkung grenzen an die Flur von Steinbach an der Haide in Bayern. Lehesten ist etwas südwestlicher erreichbar.

## Geschichte
Wolfgang Kahl weist die urkundliche Ersterwähnung von Schmiedebach 1071 nach. Die Gemeinde berichtet in ihrer Chronik von der Ersterwähnung im Jahr 1414.
Die Bewohner bauten 1656 um die Kirche eine Wehrmauer.
1662 war der erste Nachweis der Schiefergewinnung.
1943 erfolgte die Einrichtung des KZ-Außenlagers Laura.
Ab 1952 gehörte das Dorf zum Kreis Lobenstein, im selben Jahr wurde im Ort eine Landwirtschaftliche Produktionsgenossenschaft gegründet. Von 1961 bis 1990 lag der Ort im Sperrgebiet der innerdeutschen Grenze.
Am 6. April 1994 erfolgte die Eingemeindung des Ortes nach Lehesten. Die ältesten Bestandteile der Kirche stammen aus der Gotik. Das Langhaus in Richtung Südwesten wurde erst 1656 angebaut. 1998 wurde der Kirchturm saniert. 2008 schloss die letzte Schiefergrube ihre Pforten. Das Schieferdorfmuseum Schmiedebach informiert über die Ortsgeschichte.